# Henry Maudsley

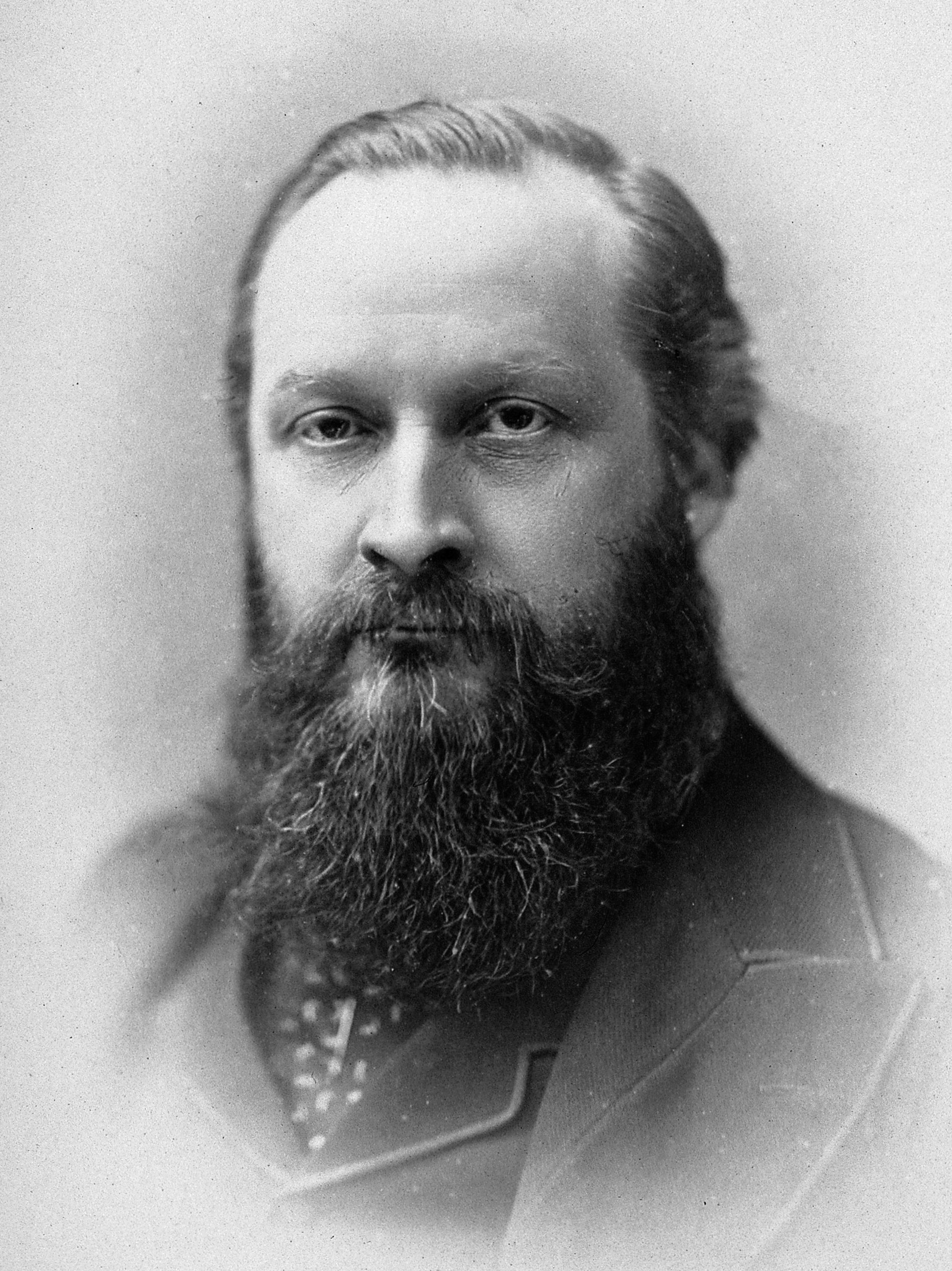
Henry Maudsley

Henry Maudsley (Giggleswick, 5 februari 1835 - Bushey, 23 januari 1918) was een  Engelse psychiater.
Maudsley studeerde in 1857 af als M.D. aan de University College van de Universiteit van Londen. Daarop kreeg hij zijn eerste baan in het psychiatrisch ziekenhuis van Wakefield. Op zijn 23e werd Maudsley afdelingshoofd van het Cheadle Royal Hospital in Cheadle Hulme, waarop hij in 1862 terugkeerde naar Londen. Tussen 1869 en 1879 was Maudsley hoogleraar forensisch onderzoek op zijn eigen college. 
Van 1866 tot 1874 runde hij de particuliere psychiatrische instelling van de Engelse arts John Conolly in Hanwell. Maudsley trouwde vervolgens met Conolly's dochter Ann. 
Maudsley was van 1862 tot 1878 redacteur van de nieuwsbrief van de Medico-Psychological Association, het Journal of Mental Science (later hernoemd tot The British Journal of Psychiatry). Op zijn voorspraak breidde het blad de inhoud uit met filosofische artikelen, naast psychologische. 
In 1907 doneerde Maudsley £ 30.000,- aan het Graafschap Londen als bijdrage aan de oprichting van het Maudsley Hospital. Dat was een nieuwe psychiatrische instelling voor vroege en acute gevallen, met inbegrip van een afdeling voor patiënten die niet intern zaten. Verder kwamen er afdelingen voor onderwijs en onderzoek. Het gebouw was in 1915 klaar en een nieuwe wet maakte ook vrijwillige behandeling mogelijk. In 1948 fuseerde het ziekenhuis met het Bethlem Royal Hospital.

## Psychiatrische geschriften
- The Physiology and Pathology of Mind (1867)
- Body and Mind: An Inquiry into their Connection and Mutual Influence (1870)
- Responsibility in Mental Disease (1874)
- The Physiology of Mind (1876)
- The Pathology of Mind  (1879)
- Body and Will: In its Metaphysical, Physiological and Pathological Aspects (1883)
- Natural Causes and Supernatural Seemings (1886, opgenomen in de Thinker's Library)
- Life in Mind and Conduct: Studies of Organic in Human Nature (1902)
- Heredity, Variation and Genius, with Essay on Shakespeare and Address on Medicine (1908)
- Organic to Human: Psychological and Sociological (1916)
- Religion and Realities (1918)